# Эджвер-роуд (станция метро, линия Бейкерлоо)
Эджвер-роуд (англ. Edgware Road) — станция глубокого заложения линии «Бейкерлоо» рядом с эстакадой Марлибон, на северо-восточном углу перекрёстка улиц Эджвер-роуд, Харроу-роуд и Мэрилебон-роуд. Расположена между станциями «Паддингтон» и «Марлибон». Расположена в лондонском округе Вестминстер на улице Эджвер-роуд. Относится к первой тарифной зоне.
В сентябре 2007 года член Лондонской ассамблеи Мурад Куреши предложил для устранения путаницы с одноимённым пересадочным узлом метрополитена Лондона, расположенным в 150 метрах и имеющим совершенно отдельный вход, переименовать данную станцию в Черч-стрит-маркет (англ. Church Street Market).

## История
Станция на линии «Бейкерлоо» была открыта 15 июня 1907 года железной дорогой «Бейкер-стрит и Ватерлоо» (англ. Baker Street and Waterloo Railway, BS&WR, ныне линия «Бейкерлоо»), на участке продления маршрута от временной северной конечной остановки «Марлибон». Фасад наземного вестибюля станции отделан коричневой терракотой, типичной для отделки станций линии «Бейкерлоо».
На момент открытия вестибюль станции был встроен в узкий фасад здания, расположенного в ряду магазинов. Однако, в 1960-х годах здания, расположенные к югу от станции были снесены, чтобы построить эстакаду Марлибон. В результате наземный вестибюль станции остался одним из двух изолированных зданий. Изначально выход со станции предусматривался и на соседнюю Белл-стрит. Хотя этот выход больше не используется, в здании на его месте сохранились служебные помещения для начальника станции.
В 1911 году было получено разрешение на продление линии и строительство сильно изогнутого 890-метрового (2920 футов) тоннеля до Паддингтона, который начинается от станции в северо-западном направлении. Работы начались в августе 1911 года, а станция повторно открылась 1 декабря 1913 года.
- 15 июня 1907 — открытие станции в составе Baker Street and Waterloo Railway, как временной северной конечной станции на линии[3].
- 1 декабря 1913 года — открытие станции в составе продолжения линии к Лондонскому вокзалу Паддингтон[3][4].
- С 25 мая по 21 декабря 2013 — станция была временно закрыта на время работ по капитальному ремонту пассажирского лифта[5].

## Трафик
Трафик по линии составляет от 18 (по воскресеньям) до 22 (часы пик) пар поездов в час (п/ч). Схема движения по станции по будним дням в нерабочее время и в течение всего дня по субботам, выглядит следующим образом:
- 20 пар поездов в час (п/ч) до станции «Элефант-энд-Касл[англ.]» (южное направление).
- 6 пар поездов в час (п/ч) до станции «Харроу-энд-Уэлдстон[англ.]» через «Стоунбридж-парк[англ.]» и «Королевский парк» (северное направление);
- 3 пары поездов в час (п/ч) до станции «Стоунбридж-парк[англ.]» через «Королевский парк» (северное направление);
- 11 пар поездов в час (п/ч) до станции «Королевский парк» (северное направление);

Пиковое обслуживание в будние дни осуществляется с одной либо двумя дополнительными парами поездов в час на участке «Королевский парк» — «Элефант-энд-Касл», а по воскресеньям в течение дня на участок «Королевский парк» — «Элефант-энд-Касл» выдаётся на две пары поездов в час меньше, чем в не пиковом графике.

## Иллюстрации

Станция «Эджвер-роуд»
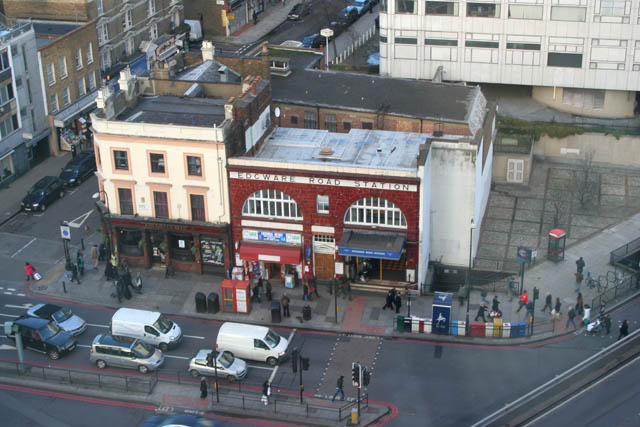
Вид с эстакады
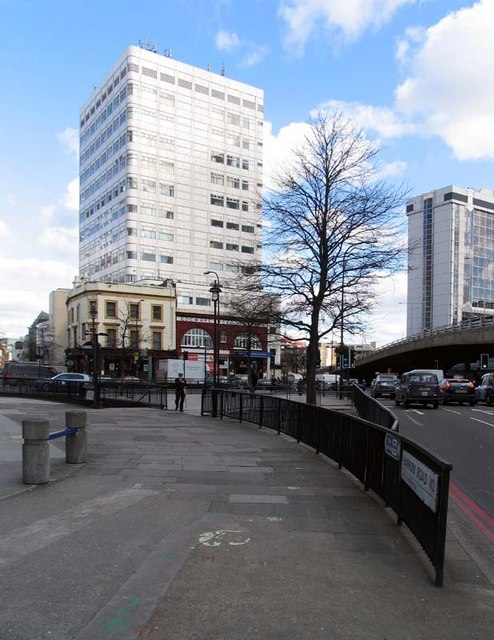
Вид с улицы
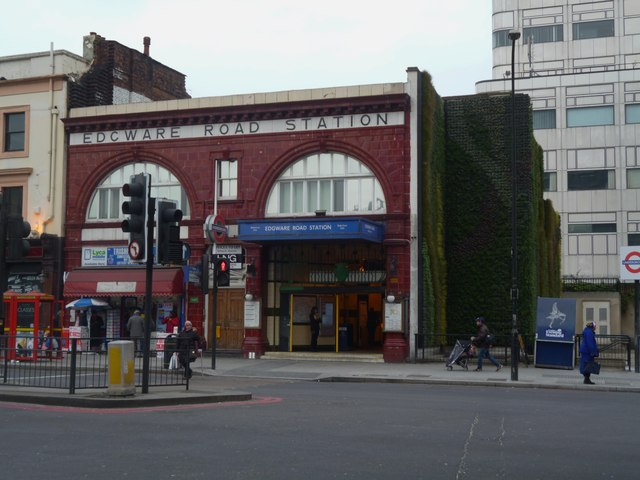
Наземный вестибюль
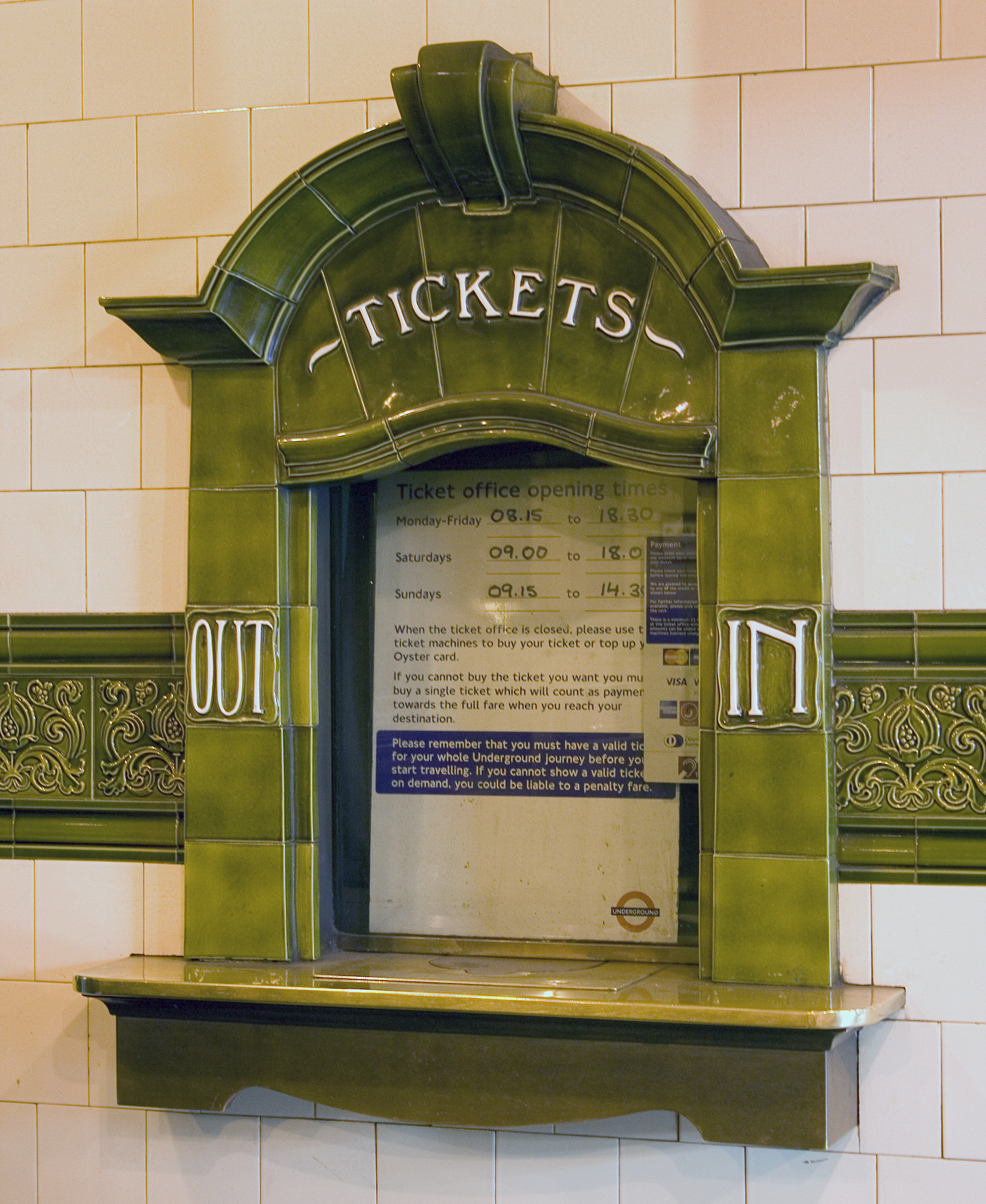
Билетная касса
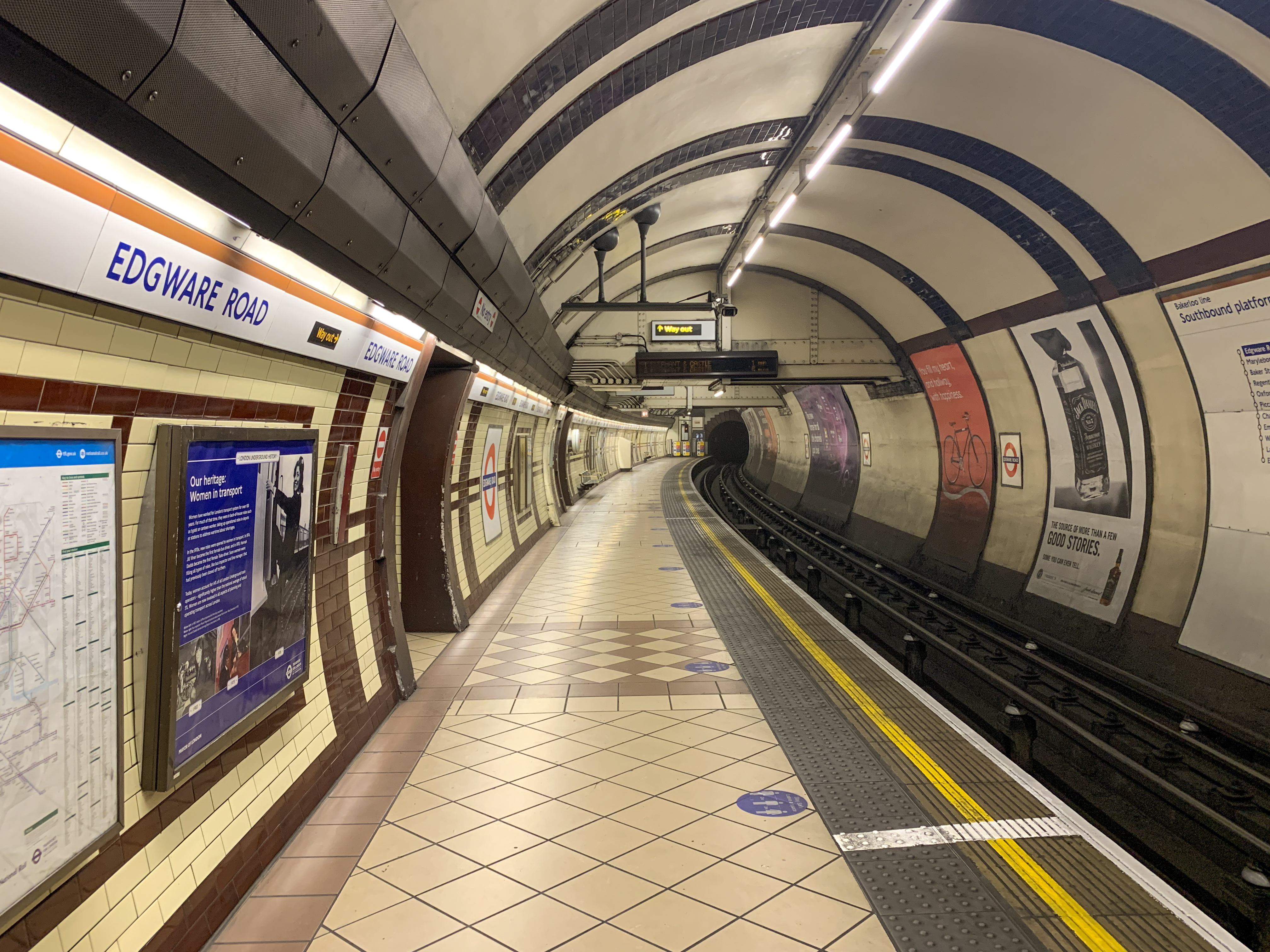
Платформа
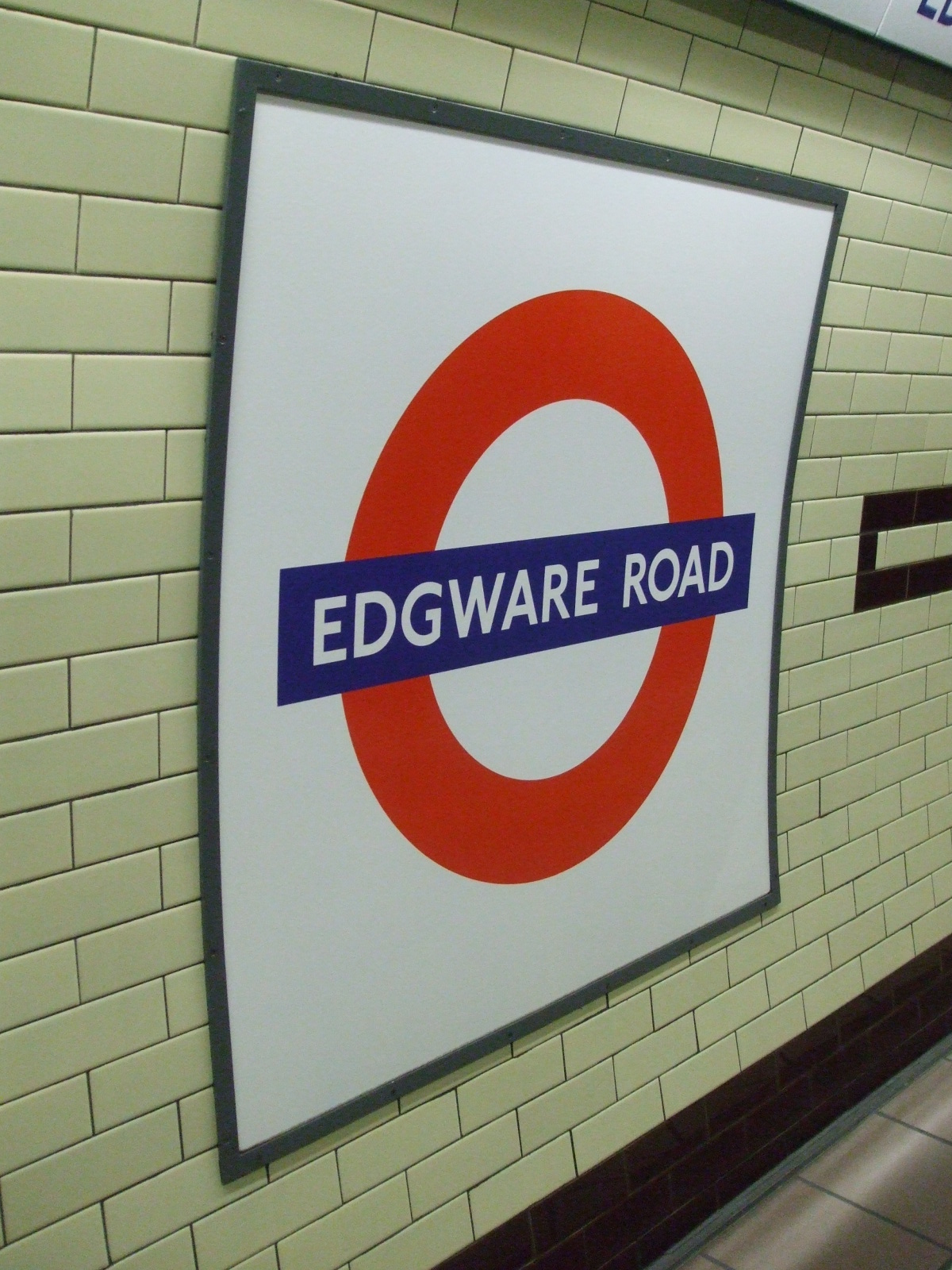
Рондель на платформе
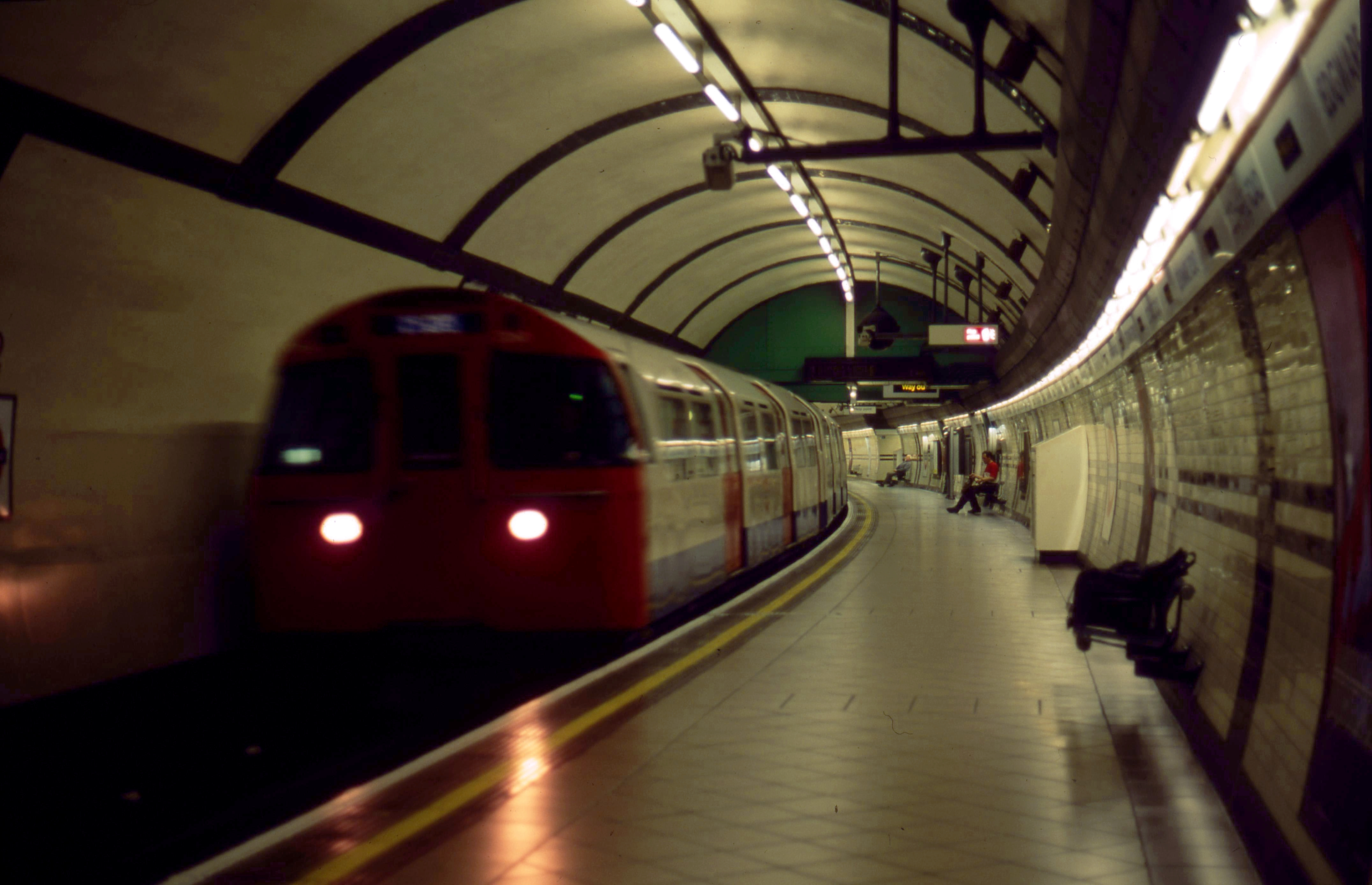
Поезд 1972 серии на изогнутой платформе
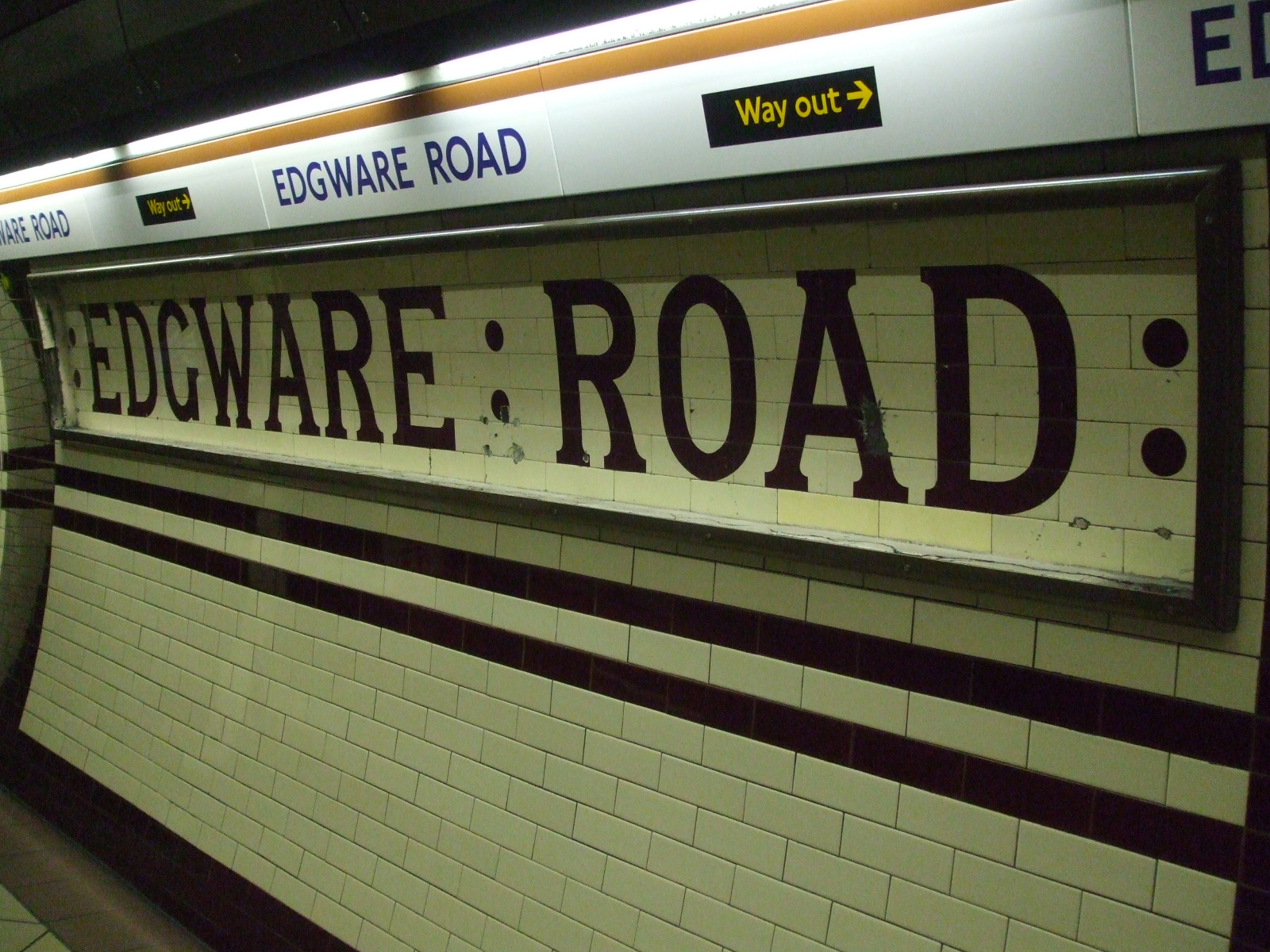
Стены облицованы плиткой